# Vivien König
Vivien König (* 1998 in Hessen) ist eine deutsche Schauspielerin.

## Leben
Vivien König sammelte erste Schauspielerfahrung am Hessischen Staatstheater Wiesbaden ab 2014. Im Horrorthriller Lips & Tips, einem Kurzfilm von Christian Koch spielte König 2021 die Hauptrolle der Melanie, für die sie mehrfach ausgezeichnet wurde. Im Kinofilm Krass Klassenfahrt spielte sie die Alena. In der Inga-Lindström-Verfilmung Die vergessene Hochzeit von 2024 spielte sie die Hauptrolle der Pia. 

## Filmografie (Auswahl)
- 2020: Lips & Tips (Kurzfilm)
- 2021: Even Closer – Hautnah (Fernsehserie, 6 Folgen)
- 2021: Krass Klassenfahrt – Der Kinofilm
- 2021: Life’s a Glitch (Fernsehserie, 2 Folgen)
- 2022: Wrong – Unzensiert (Fernsehserie, 4 Folgen)
- 2023: Hammerharte Jungs
- 2024: Inga Lindström: Die vergessene Hochzeit (Fernsehserie)
- 2024: Marie Brand und die verfolgte Braut (Fernsehserie)
- 2024: For the Drama (Fernsehserie, 3 Folgen / Real-Life-Fiction)[4]
- 2025: Lena Lorenz: Vor aller Augen (Fernsehserie)

## Privates
König ist pansexuell und lebt in Berlin.

## Auszeichnungen und Preise (Auswahl)
- HorrorHound Film Festival (Beste Hauptrolle – für Lips & Tips)
- West Midlands Nightmare Horror Festival (Beste Schauspielerin in einem Kurzfilm – für Lips & Tips)